# Peckoltia yaravi
Peckoltia yaravi és una espècie de peix de la família dels loricàrids i de l'ordre dels siluriformes.
Els mascles poden assolir els 4,7 cm de longitud total. Es troba a Veneçuela (Sud-amèrica).